# Stenogyne campanulata
Stenogyne campanulata är en kransblommig växtart som beskrevs av Stephen G. Weller och Yoshio Sakai. Stenogyne campanulata ingår i släktet Stenogyne och familjen kransblommiga växter. Inga underarter finns listade i Catalogue of Life.